# Августин Кентърбърийски
Августин Кентърбърийски (на латински: Augustinus Cantuariensis) е италиански духовник, първи архиепископ на Кентърбъри, основоположник на Църквата на Англия и християнски светец.
Смята се, че е роден в началото на VI век, вероятно в Италия. През 595 година, когато е приор на бенедиктински манастир в Рим, папа Григорий I го изпраща на мисия в кралство Кент, Англия, където да покръсти крал Етелберт, чиято франкска съпруга Берта Кентска е християнка. Августин пристига в столицата на Кент Кентърбъри през 597 година, успешно покръства кралския двор и става епископ на града. През следващите години развива активна дейност и, макар че не успява да подчини бритските епископи, основава нови епархии в Лондон и Рочестър.
Августин умира вероятно на 26 май 604 година в Кентърбъри. Канонизиран е като светец, като англиканската и православната църква отбелязват паметта му на 26 май.